# Arben Kingji
Arben Voke Kingji (ur. 22 grudnia 1970 w Kukësie) – albański generał, od 2022 szef sztabu generalnego Sił Zbrojnych Republiki Albanii.

## Życiorys
W 1993 ukończył studia w Akademii Wojskowej Skenderbej w Tiranie i otrzymał pierwszy stopień oficerski. Służył w jednostce 9001, jako dowódca plutonu. W 1999 ukończył kurs dla oficerów sił specjalnych w Turcji. Po powrocie do kraju służył jako dowódca grupy operacyjnej, a następnie dowódca batalionu sił specjalnych. W 2016 ukończył studia prawnicze w Winsdom University.
W swojej karierze pełnił funkcję dowódcy batalionu piechoty, dowódcy batalionu żandarmerii wojskowej, pełnił także funkcję attache wojskowego w Bukareszcie. We wrześniu 2020 uzyskał awans na pierwszy stopień generalski, a w październiku 2020 objął dowództwo albańskich sił lądowych. W latach 2003-2012 służył jako dowódca kontyngentu albańskiego w Afganistanie, a w roku 2006 dowodził kontyngentem w Iraku. W 2003 został odznaczony Medalem Złotego Orła.
2 sierpnia 2022 otrzymał awans na stanowisko szefa sztabu generalnego Sił Zbrojnych Republiki Albanii, a w grudniu 2024 awans na stopień generała porucznika (odpowiednik generała dywizji).
Jest żonaty, ma dwoje dzieci.